# Martín Contreras
Martín Contreras (San Miguel de Tucumán, Tucumán, Argentina) fue un futbolista argentino que se desempeñaba como delantero.

## Trayectoria

### Atlético Tucumán
Contreras debutó en Atlético Tucumán en 1947. Fue uno de los futbolistas más destacados de la provincia e integró el combinado provincial que se coronó campeón del Campeonato Argentino en 1948, compartiendo delantera con el crack decano, Raúl Martínez.

### Boca Juniors
Luego del título obtenido, varios futbolistas tucumanos fueron vendidos al fútbol del Buenos Aires. Contreras llegó a Boca Juniors y jugó en un momento en el que el club porteño no atravesaba un buen andar.

### Atlético Tucumán
Regresó a Atlético Tucumán y en 1951 se coronó campeón tucumano, conformando una delantera muy recordada, junto a Marcelo Urueña, Dino Ferré, Héctor Figueroa y el ídolo de Atlético, Raúl Villalba.

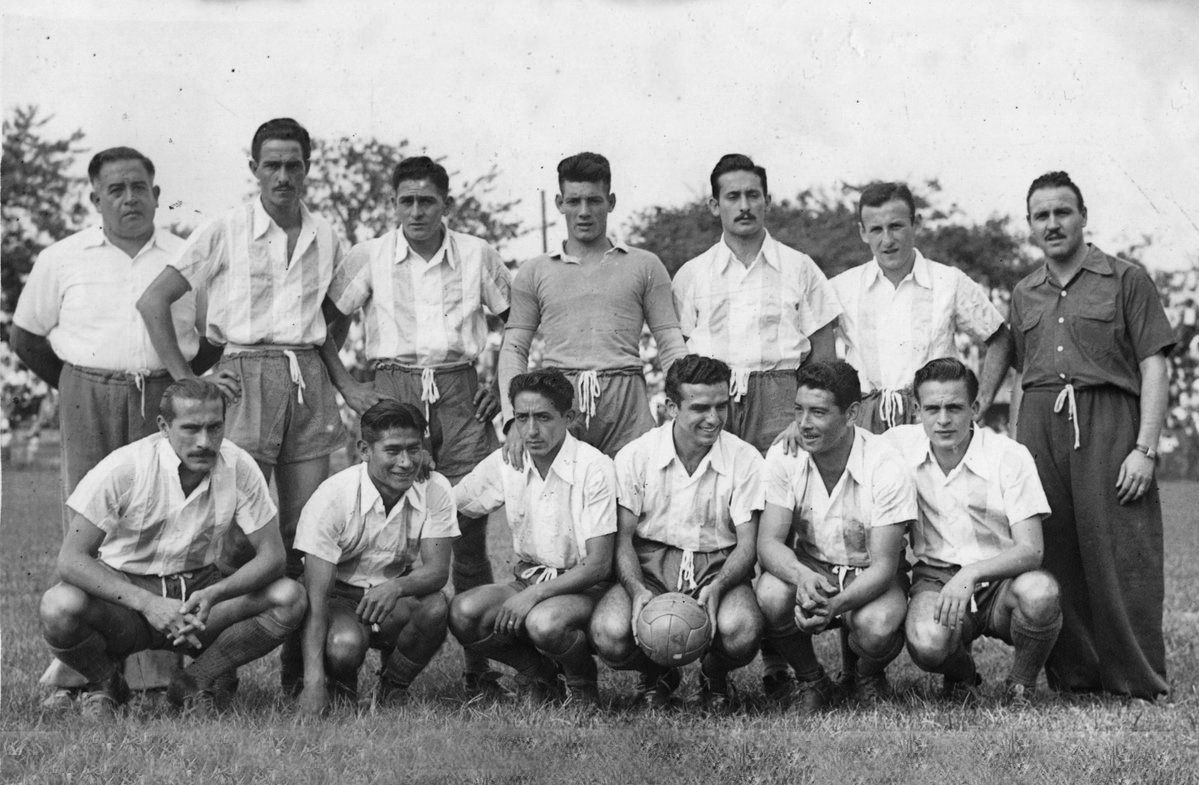
Formación de Atlético Tucumán en 1952.

## Clubes
| Club             | País      | Período   |
| ---------------- | --------- | --------- |
| Atlético Tucumán | Argentina | 1947–1948 |
| Boca Juniors     | Argentina | 1949      |
| Atlético Tucumán | Argentina | 1950–1952 |

## Palmarés
| Título               | Equipo             | País      | Año  |
| -------------------- | ------------------ | --------- | ---- |
| Campeonato Argentino | Selección Tucumana | Argentina | 1948 |
| Liga Tucumana        | Atlético Tucumán   | Argentina | 1951 |